# Rochford (district)
Pour les articles homonymes, voir Rochford (homonymie).
Rochford est un district non métropolitain de l'Essex, en Angleterre.
Il porte le nom de la localité de Rochford, bien que la principale agglomération du district soit la ville de Rayleigh. Le district comprend également les villes de Hockley, Ashingdon, Great Wakering, Canewdon et Hullbridge.
Il a été créé le 1er avril 1974 par la fusion du district urbain de Rayleigh et du district rural de Rochford.

## Source
- (en) Cet article est partiellement ou en totalité issu de l’article de Wikipédia en anglais intitulé « Rochford District » (voir la liste des auteurs).